# Canal+ Domo
Canal+ Domo es un canal de televisión privado de pago de Polonia, perteneciente a Canal+ Polska. Se trata de un canal que emite programas relacionados al hogar.

## Historia
El canal inició emisiones como Domo TV el 20 de septiembre de 2008, siendo el primer canal de televisión polaco en dedicarse a programas relacionados al hogar. 
El 11 de noviembre de 2011, el canal pasó a llamarse Domo+ y comenzó a emitir en HD.Desde entonces, el canal no solo se encuentra disponible en Canal+, sino que también se encuentra disponible en Polsat Box y plataformas de cable.
Desde el 9 de enero de 2015, el canal emite las 24 horas del día. 
El 1 de diciembre de 2020 inició emisiones la versión del canal para Chequia y Eslovaquia, bajo una licencia otorgada por el Consejo Nacional de Radiodifusión el 4 de noviembre de 2020 en la plataforma checoeslovaca Skylink. La programación consistía en los mismos programas emitidos en la versión polaca del canal, pero con traducción al checo y al eslovaco. A diferencia de la versión polaca, esta no emitía publicidad.
El 15 de abril de 2021, el canal cambió su nombre a Canal+ Domo.
La versión checoslovaca del canal cesó sus emisiones el 31 de enero de 2023.

## Programación
La programación del canal incluye programas para espectadores interesados en la jardinería y el paisajismo de sus alrededores. Además de una amplia gama de series instructivas, el canal ofrece a los espectadores documentales, programas de entretenimiento y telerrealidad, así como largometrajes y series centradas en la arquitectura, el diseño y la jardinería, destacando la serie Sąsiedzi, emitida los sábados.

## Imagen corporativa

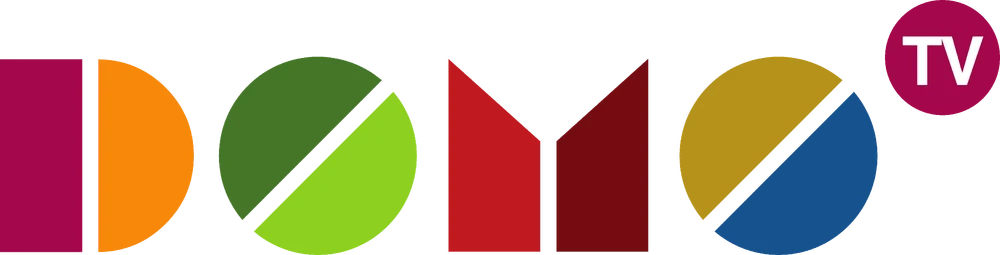
2008 - 2011
2011 - 2014
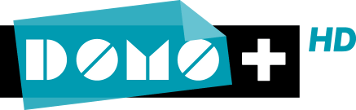
Logo en HD
2014 - 2021
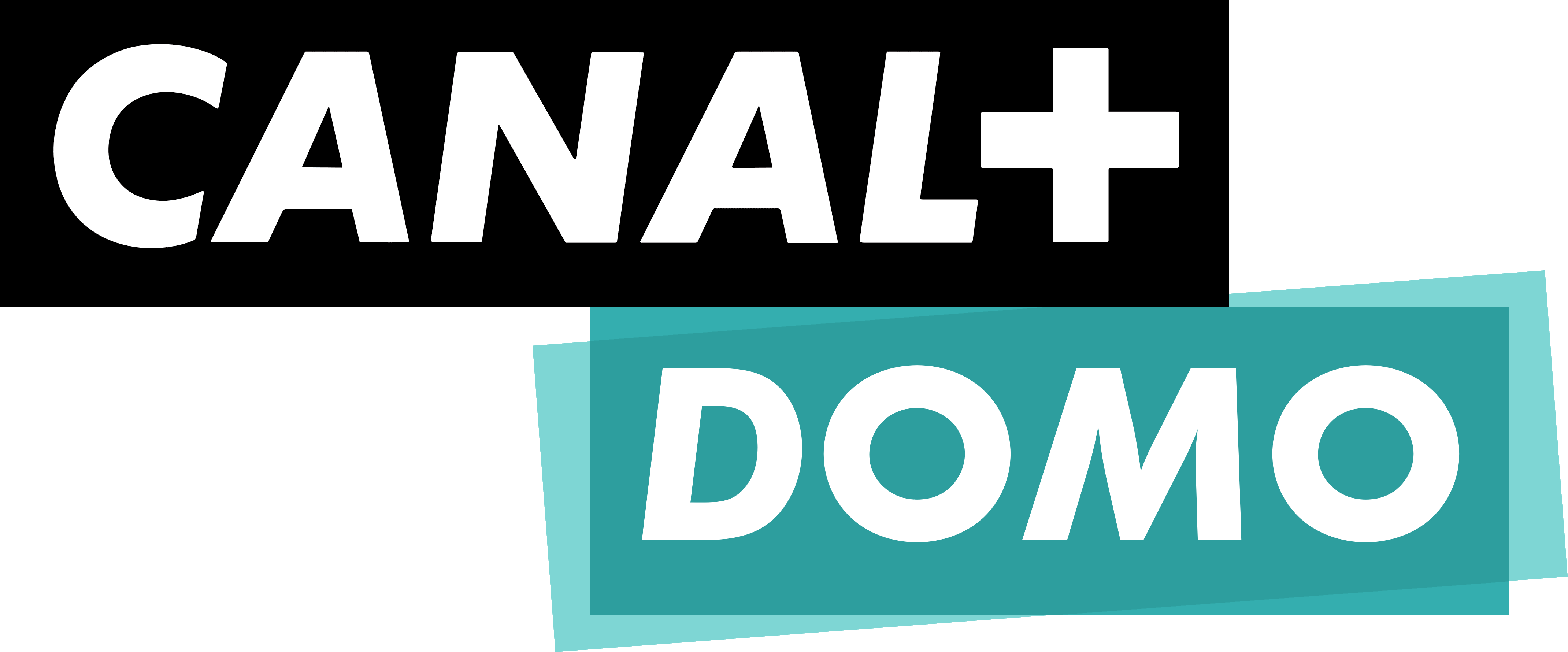
Desde 2021